# Hitzendorf
Hitzendorf – gmina targowa w Austrii, w kraju związkowym Styria, w powiecie Graz-Umgebung. Według danych Austriackiego Urzędu Statystycznego liczyła 6902 mieszkańców (1 stycznia 2015).